# 李亚普诺夫指数
在数学领域中，李亚普诺夫指数（Lyapunov exponent）或李亚普诺夫特征指数（Lyapunov characteristic exponent）用于量化动力系统中无限接近的轨迹之间的分离率。具体而言，相空间中初始间隔{\displaystyle \delta \mathbf {Z} _{0}}的两条轨迹的分离率为（假定分离可按线性近似来处理）
{\displaystyle |\delta \mathbf {Z} (t)|\approx e^{\lambda t}|\delta \mathbf {Z} _{0}|\,}
其中{\displaystyle \lambda }即为李亚普诺夫指数。
当初始分离向量的方向不同时，其分离率也不同。因而存在李亚普诺夫指数谱（spectrum of Lyapunov exponents），其数量与相空间的维度相同。通常将其中最大的称为最大李亚普诺夫指数（Maximal Lyapunov exponent，简称），因为它决定了动力系统的可预测性。正的通常表明系统是混沌的（假定其他条件满足，如相空间的紧致性）。需要注意的是，任意初始分离向量一般包括了所在方向的部分分量，由于其随指数增长的特征，其他分量的效果随着时间最终会被掩盖。
李亚普诺夫指数是以俄罗斯数学家亚历山大·李亚普诺夫的名字命名的。

## 最大李亚普诺夫指数
最大李亚普诺夫指数定義為
{\displaystyle \lambda =\lim _{t\to \infty }\lim _{\delta \mathbf {Z} _{0}\to 0}{\frac {1}{t}}\ln {\frac {|\delta \mathbf {Z} (t)|}{|\delta \mathbf {Z} _{0}|}}.}
極限{\displaystyle \delta \mathbf {Z} _{0}\to 0}確保任何時間線性近似的可行性。
對離散時間系統（映射或迭代）{\displaystyle x_{n+1}=f(x_{n})}和以{\displaystyle x_{0}}為起始的軌跡，上式可以轉換成
{\displaystyle \lambda (x_{0})=\lim _{n\to \infty }{\frac {1}{n}}\sum _{i=0}^{n-1}\ln |f'(x_{i})|.}